# Von Stedingk

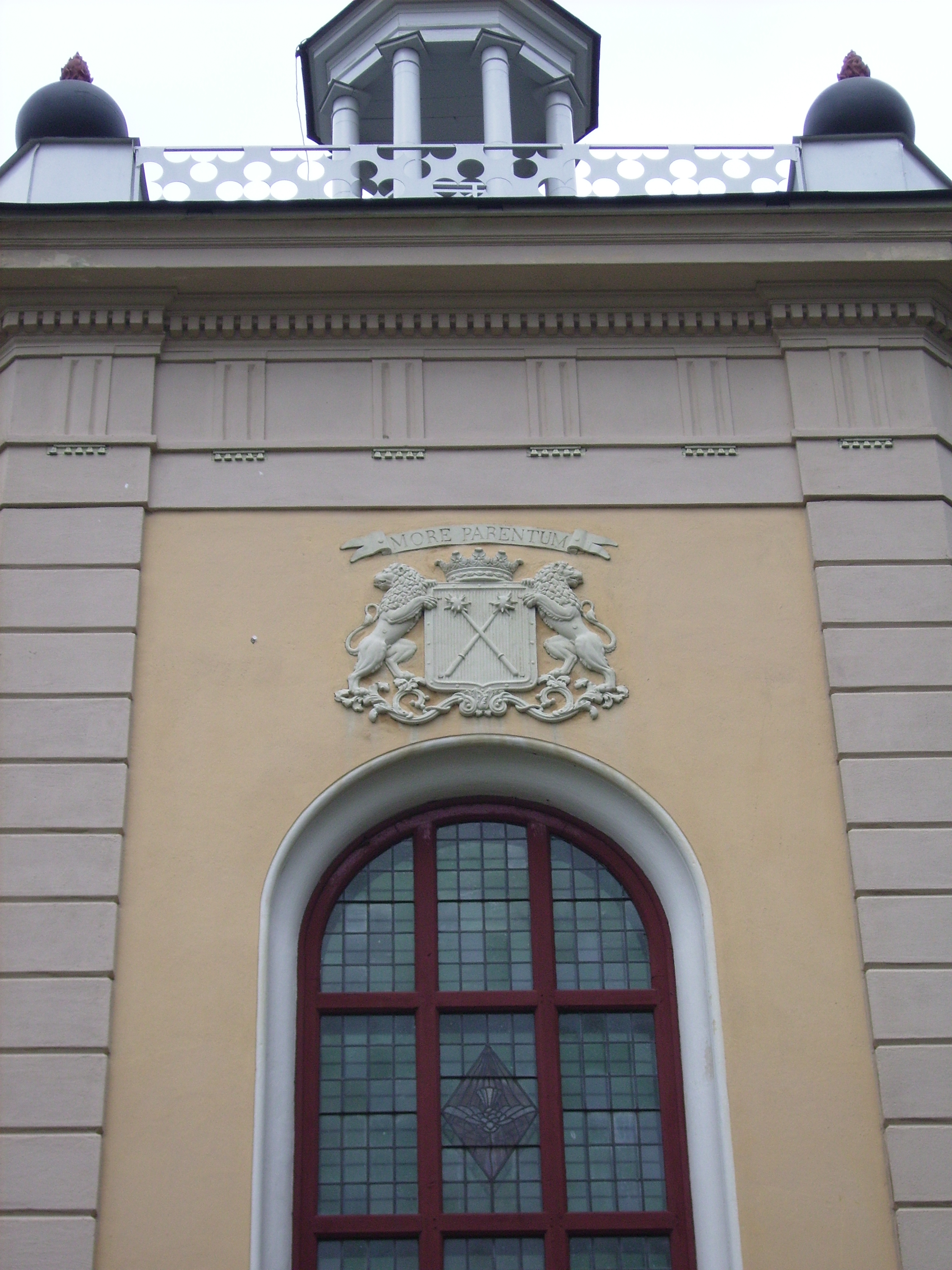
More Parentum är ättens valspråk. Gravkor vid Björnlunda kyrka. (April 2009).

von Stedingk är namnet på ett antal befryndade svenska adelsätter, av vilka två ännu fortlever.
Alla ätterna stammar från en adlig släkt Steding i Pommern, vilken är belagd åtminstone tillbaka till 1300-talets första hälft. Gabriel Anrep menar att ätten dessförinnan kan ha kommit från Westfalen. Genom de svenska besittningarna i Pommern kom medlemmar av släkten i svensk tjänst, däribland majoren Christopher Adam Steding (1715–92). Båda dennes söner kom att naturaliseras som svenska adelsmän.
Äldste sonen, fältmarskalken och ambassadören Curt Steding (1746–1837), gjorde en lysande karriär. Den 1 november 1797 naturaliserades han som svensk adelsman och upphöjdes redan 1800 till friherre. Vid sitt upptagande på Riddarhuset introducerades hans ätt därför i tur och ordning först som adlig (ätt nummer 2169 B), sedan – då han var serafimerriddare – som kommendörsätt (nummer 2169 A) och slutligen som friherrlig (nummer 316). Den 21 november 1809 avancerade Curt von Stedingk även till greve, dock i enlighet med § 37 i 1809 års regeringsform innebärande att endast ättens huvudman innehar grevlig värdighet. Den grevliga ätten introducerades med nummer 117. Både denna grevliga ätt och den friherrliga fortlever. 
Även Curt von Stedingks yngre bror, amiralen Victor Steding (1751–1823), erhöll som ovan nämnts svenskt adelskap; detta under samma namn som sin bror men med egen ätt.  Han naturaliserades som svensk adelsman och upphöjdes samtidigt till friherre (bådadera i enlighet med § 37)  den 28 januari 1811. Han introducerades 1813 under nummer 2226 för sin adliga och 342 för sin friherrliga ätt. Båda dessa utgick 1914 med Victors sonson Carl Edvard Styrbjörn von Stedingk (1854–1914).

## Personer med namnet von Stedingk
- Curt von Stedingk (1746–1837), greve, militär och diplomat
- Eugène von Stedingk (1825–1871), diplomat och teaterdirektör
- Hans von Stedingk (1862–1945), greve och operachef
- Louise von Stedingk (1803–1874), hovfunktionär
- Marie von Stedingk (1799–1868), kompositör och hovfunktionär
- Martin von Stedingk (född 1972), gymnast
- Victor von Stedingk (1761–1823), friherre och sjömilitär
- Styrbjörn von Stedingk (1901–1918)

## Släktträd
- Christopher Adam von Steding (1715–1791), militär i preussisk och svensk tjänst
  - Curt von Stedingk (1746–1837), greve, militär och diplomat
    - Ludvig von Stedingk (1794–1876), militär och hovman
    - + Louise von Stedingk (1803–1874), hovfunktionär, gift med föregående
      - Eugène von Stedingk (1825–1871), diplomat och teaterdirektör
        - Hans von Stedingk (1862–1945), operachef
        - Måns von Stedingk (1868–1955), militär och sångledare
          - Eugène von Stedingk (1896–1947), bankman
          - Gösta von Stedingk (1897–1987), militär

        - Lars von Stedingk (1869–1938), militär och företagsledare

    - Marie von Stedingk (1799–1868), kompositör och hovfuntionär

  - Victor von Stedingk (1761–1823), friherre och sjömilitär